# Paolo Tartarino
Paolo Tartarino (fl. XVI secolo) è stato un tipografo italiano.

## Biografia
Paolo Tartarino è stato un tipografo romano, attivo a Ferrara e a Urbino. A Ferrara nel 1582 lavorò in società con gli eredi di Francesco Rossi il giovane. Ad Urbino nel 1585 prese in affitto per tre anni l'officina tipografica situata in casa di Federico Commandino dalla figlia di questi Lorrena (o Laura) e qui pubblicò cinque opere. 
Nel 1586 finì in carcere per insolvenza e questo incidente gli precluse l’esercizio dell’arte tipografica, infatti l’edizione del testo giuridico di Aurelio Corboli, non fu sottoscritta dal Tartarino, la stampa del volume fu portata a termine, essendo il Tartarino in carcere, da Federico Donati e il frontespizio architettonico fu acquistato presso l’incisore tipografo Jacobus Chriegher la cui firma figura sullo stesso.
Tartarino cercò poi d'impiantare una stamperia a Fano ma dopo poco tempo il materiale gli venne sequestrato per morosità.

## Opere stampate
- Riforma del vestire della città, e conta d'Vrbino (PDF), Urbino, Paolo Tartarino, 1585.
- Capitoli, et ordini della militia de lo stato del serenissimo signor duca d'Vrbino, Urbino, Paolo Tartarino, 1585.
- Dottrina christiana da insegnarsi a' putti, & putte della città di Vrbino. - Per ordine di monsignor reuerendissimo arciuescouo, nuouamente stampata, & corretta, Urbino, Paolo Tartarino, 1585.
- Opera nuoua et vtile, a consolare quelle persone che sono inferme & uicine à morte. Con alcuni bellissimi motiui, & vtiliss. ricordi, nelli quali si contiene vn breue modo di viuere, per benefitio, & consolatione d'agonizzanti. Composta dal reuerendo padre maestro Antonio Mutij da S. Vittoria delle Fratte, Urbino, Paolo Tartarino, 1585.
- Tractatus de causis ex quibus emphyteuta iure suo priuatur. Auctore D. Aurelio Corbulo Vrbinate. I.V.D. et Abbate S. Gaudentii Ariminensis dioecesis (PDF), Urbino, Paolo Tartarino, 1586.